# Сян Юй
Сян Юй (кит. упр. 項羽, пиньинь Xiàng Yǔ, палл. Сян Юй; носил имя Цзи (籍), 232 до н. э. — 202 до н. э.) — китайский генерал, возглавивший в 208 до н. э. — 202 до н. э. движение князей против династии Цинь, разгромивший циньскую династию и провозгласивший себя ваном-гегемоном и правителем западного Чу.
Как главнокомандующий, пользовался центральной властью и назначал ванов и хоу по всему Китаю; император династии Чу И-ди ему подчинялся, а потом был убит по его приказу. Себя он именовал титулом «Верховный правитель Западного Чу» (西楚霸王, Xīchǔ Bàwáng). Сян Юй изображена в У Шуан Пу (無雙 譜, Таблица несравненных героев) Цзинь Гуляна.

## Ранние годы
Сян Юй происходил из аристократического рода Чу. Его воспитанием занимался его дядя Сян Лян. Сян Юй обладал огромным ростом и большой физической силой, был храбр в сражениях и подчинял других окриком или взглядом.
Однажды, увидев императора Цинь Шихуана на переправе во время инспекционной поездки по Чу, он сказал своему дяде, что сейчас удачное время убить императора при переправе и самому занять его трон. Сян Лян испугался и немедленно закрыл племяннику рот руками. С этого момента он стал по-другому воспринимать своего племянника.

## Восстание в Чу
Когда после смерти Цинь Шихуана в 209 до н. э. в Чу вспыхнуло восстание под руководством Чэнь Шэна, губернатор вызвал Сян Ляна, чтобы вверить ему войско; Сян Лян позвал Сян Юя, и тот отрубил губернатору голову, после чего Сян Лян принял управление на себя и примкнул к восставшим. Вскоре Сян Лян возглавил войска восставших.
Циньский генерал Чжан Хань успешно повёл бои по ликвидации восстания, и через некоторое время Чэнь Шэн был убит. После этого командование антициньскими силами на себя взял Сян Лян. Он учел ошибки Чэнь Шэна и по рекомендации мудрого советника Фань Цзэна решил опереться на авторитет свергнутой чуской династии — с целью придать легитимность восстанию, которое должно было восстановить многовековую чускую государственность. Для этого он нашёл обедневшего потомка чуских ванов, который был объявлен им Хуай-ваном (Вторым). При этом Хуай-ван всегда оставался марионеткой в руках Сян Ляна, а потом и Сян Юя, и никогда не обладал реальной властью. Вскоре Сян Лян потерпел поражение от Чжан Ханя и был убит.

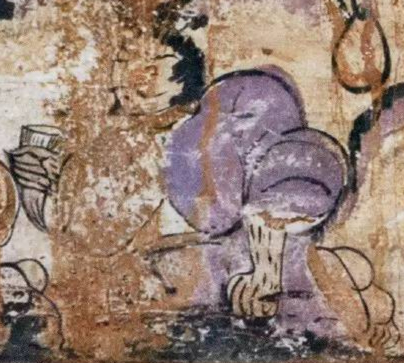
Сян Юй, настенная роспись, династия Хань

Хуай-ван назначил Сян Юя вторым главнокомандующим. Когда первый главнокомандующий стал медлить с наступлением, Сян Юй пригласил его на беседу и отрубил ему голову, взяв командование войсками на себя.
Важную роль в успехах Сян Юя сыграл его советник Фань Цзэн (ранее — советник Сян Ляна), находивший хитрые политические и стратегические решения, которые смогли укрепить Чу и сделать Сян Юя на время правителем всего Китая.
Сян Юй проявил себя как жестокий главнокомандующий: завоёвывая города, он казнил местных жителей и расправлялся с чиновниками. Будучи талантливым полководцем и выиграв множество сражений, Сян Юй, тем не менее, не был дальновидным политиком и государственным деятелем. Поэтому, в конечном счёте, он проигрывал более дипломатичным противникам.

## Ликвидация династииЦинь
Сян Юй (項羽) смог нанести циньским войскам тяжёлые поражения. В конце 207 до н. э. будущий ханьский император Лю Бан (тогда Пэй-гун), союзник Сян Юя, занял циньскую столицу Сяньян, но не решился утвердиться и через месяц впустил в Сяньян Сян Юя, который в январе 206 до н. э. уничтожил и разграбил весь город, казнив последнего циньского императора, вырезав весь его род, разрушив и разграбив гробницу Цинь Шихуана.
В хрониках сохранилось описание следующего эпизода: Лю Бан после занятия столицы, опасаясь огромной армии Сян Юя, явился к нему в ставку с изъявлениями дружбы; на пиру был организован танец с мечами, и один из танцоров стремился внезапно напасть на Лю Бана, но другой танцор всё время загораживал его собой; почувствовав опасность, Лю Бан сумел скрыться (см. подробно Хунмэньское празднество).

## Принятие верховной власти

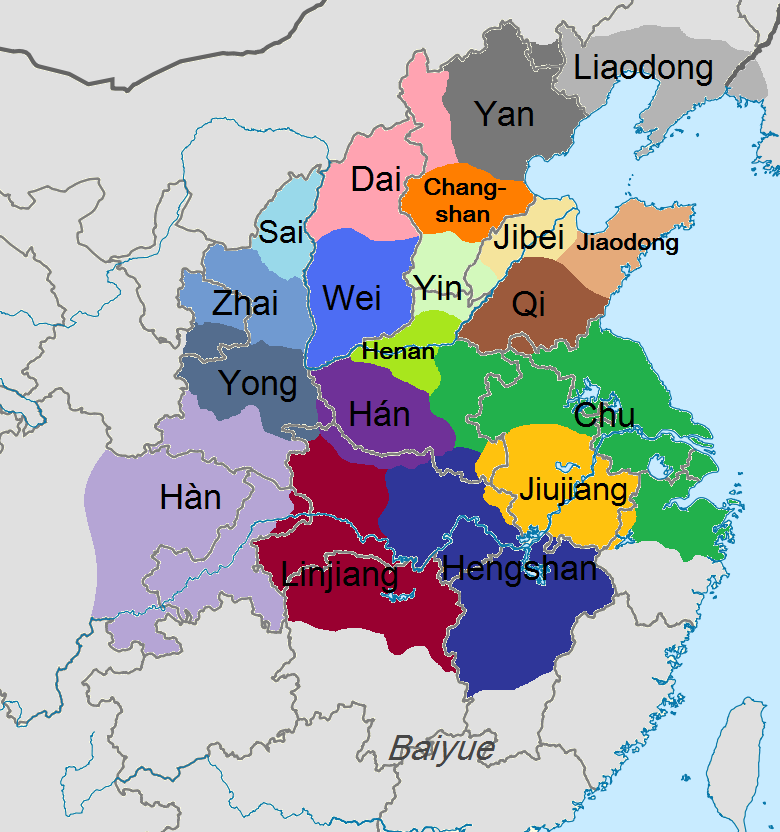
Примерное расположение 18 уделов при Сян Юе.

Утвердившись во власти, Сян Юй присвоил себе титул гегемона, а Хуай-вану дал титул «Справедливого императора» (И-ди), однако вскоре его умертвил (205 до н. э.) и стал править самолично; при этом по его приказу несколько десятков военачальников и аристократов получили титул вана.
Убийство поставленного императора, интерпретируемое как узурпация небесного мандата, использовалось Лю Баном в пропаганде против Сян Юя и помогло сплотить генералов к борьбе. Вероломство по отношению к собственному ставленнику вошло в арсенал китайских исторических притч.

## Междоусобная война
Одержав победу над Цинь, Сян Юй проявил политическую и дипломатическую недальновидность, создав шаткое образование из 18 полунезависимых государств, управляемых ванами. Таким образом, он, по сути, воссоздал ситуацию, имевшую место до объединения Китая царством Цинь, снова разъединив Поднебесную на враждующие государства. Новоявленные ваны, недовольные назначениями, затеяли междоусобную войну, которая в дальнейшем переросла в противостояние между Лю Баном и Сян Юем на западе и борьбой за престол царства Ци на востоке.
Сян Юю пришлось вести борьбу на два фронта, поочерёдно усмиряя Лю Бана и очередного вана, занявшего циский трон. Несмотря на успехи, когда он отвлекался в другую сторону, он давал своим противникам снова собрать сильную армию, и хотя несколько раз его противники были почти полностью повержены, из-за метаний по двум фронтам Сян Юй истощил свои силы и стал в конце концов проигрывать сражения.

## Война противЛю Банаи поражение

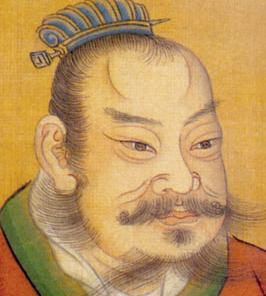
Изображение Сян Юя, цинское время.

Лю Бан, понимая, какую роль в успехах Сян Юя играет его мудрый советник Фань Цзэн, хитрой интригой сумел их поссорить, так что Фань Цзэн, оскорбленный недоверием повелителя, покинул его. Лишившись советов Фань Цзэна, Сян Юй через некоторое время стал терпеть поражение за поражением. Впоследствии, став императором, Лю Бан отмечал, что у Сян Юя был единственный мудрый советник — Фань Цзэн, которого тот не сумел использовать, отчего и проиграл.
Решающей в противостоянии Сян Юя и Лю Бана была битва под Гайся в 203 до н. э., в которой Сян Юй потерпел поражение. В 202 до н. э. Сян Юй, почувствовав, что не сможет удержать ситуацию под контролем, бежал, и был схвачен войсками Лю Бана, который стал единовластным правителем Китая. Династия Чу была ликвидирована, а Лю Бан стал известен под именем императора Гао-цзу, основателя новой династии Хань, объединившей Китай на следующие четыре века, с 206 до н. э. до 220 года н. э.
В китайской литературе обыгрывается трагедия Сян Юя: как он после тяжёлого поражения сидел в шатре со своей наложницей Юй Цзи, пил вино и сочинял стихи на тему «почему Небо меня покинуло и мне мстит». Во время грустного вечера наложница покончила с собой, а Сян Юй бежал с небольшим отрядом. После перехода через болото в отряде остались 28 человек, окружённых со всех сторон ханьскими войсками. Сян Юй смог вырваться из окружения, но отказался от лодки, которую ему предоставил начальник волости, решив, что Небо всё равно от него отвернулось. Когда к нему подошёл ханьский офицер, которого Сян Юй знал по прежним боям, он перерезал себе горло, предоставив возможность офицеру получить награду от Лю Бана.

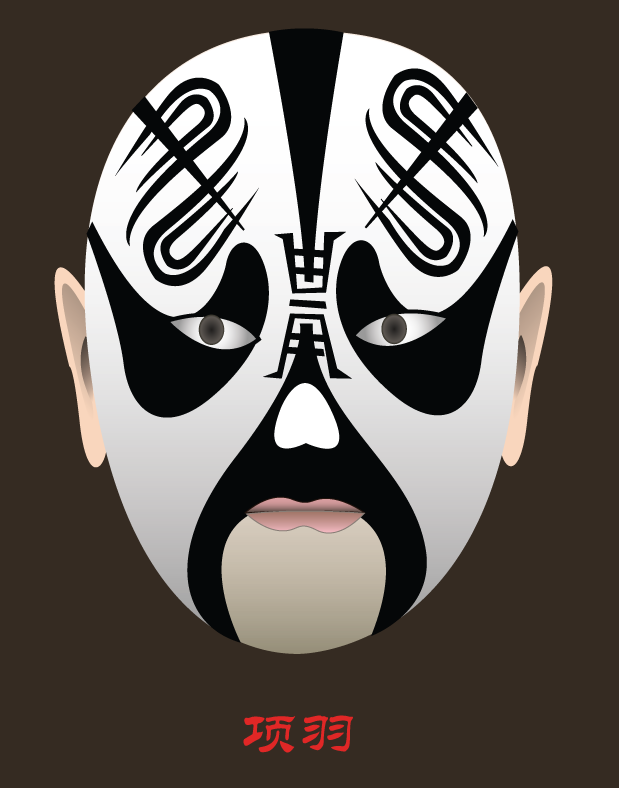
Традиционная маска Пекинской оперы для Сян Юй

## Отражение в языке
В китайском языке есть чэнъюй «с четырёх сторон — песни Чу» (кит. 四面楚歌), образно означающий, что враг — со всех сторон, или изолированное, критическое затруднительное положение. Он происходит из главы «Жизнеописание Сян Юя» (кит. 项羽本纪) в труде «Ши цзи». Где рассказывается, как во время войны Чу и Хань войска Чу под командованием Сян Юя были окружены ханьскими войсками под Гайся. И ночью Сян Юй услышал, что со всех сторон доносятся родные песни Чу, распеваемые неприятелем — ханьскими войсками. Поражённый Сян Юй сказал: «Ханьские войска захватили все земли Чу? Почему людей Чу так много?».

## Образ в кино
- «Верховный ван Западного Чу» (1994)
- «Хунмэньское празднество» (2011)